# Ivan Jovanović (entrenador)
Ivan Jovanović ( en cirílico serbio: Ивaн Joвaнoвић; nacido el 8 de julio de 1962) es un entrenador de fútbol y exfutbolista serbio. Actualmente dirige a la selección de Grecia.

## Carrera como jugador
Jovanović jugó en el F. K. Rad Belgrado de la Primera Liga de Yugoslavia durante las temporadas 1987-88 y 1988-89. En la temporada siguiente, fue traspasado al Iraklis Thessaloniki de Grecia, donde jugó hasta su retiro. Durante su estancia en el Iraklis, Jovanović se transformó en uno de los mejores jugadores extranjeros que han jugado en el club.

## Carrera como entrenador
Jovanović inició su carrera como entrenador el año 2001 en el Niki Volos F. C. de Grecia. También entrenó al Iraklis F. C. y al Panachaiki 2005

### APOEL
En 2008, asumió como entrenador del APOEL. Durante su estancia, ganó ocho torneos con club chipriota y también lo ayudó a clasificar por primera vez en su historia a la fase de grupos de la Liga de Campeones de la UEFA en la temporada 2009. Dos años más tarde, repitió su hazaña, y no solo ayudó al APOEL a clasificar a la fase de grupos de la Champions en la temporada 2011-12, además los clasificó por primera vez a los cuartos de final de la competencia, luego de acabar líderes en su grupo, vencer al Olympique de Lyon en octavos de final y de acabar derrotados por el Real Madrid en cuartos.
El 30 de abril de 2013, el club anunció su marcha luego de que finalizase de la temporada 2012-13, después de cinco años y medio consecutivos exitosos al mando del equipo cipriota.

### Al-Nasr
El 18 de junio de 2013, fue anunciado como entrenador del Al-Nasr y firmó un contrato por dos temporadas.El 19 de mayo de 2014, obtuvo la Copa de Clubes Campeones del Golfo luego de vencer al Saham en la final por 2-1.En octubre de 2016, fue despedido de su cargo después de una serie de malos resultados.
En enero de 2018, inició su segunda etapa en el club de los Emiratos Árabes Unidos.El 2 de diciembre del mismo año, fue nuevamente relevado de sus funciones tras un mal comienzo en la UAE Pro League.

### Emiratos Árabes Unidos
El 22 de diciembre de 2019, fue confirmado como técnico de la selección de los Emiratos Árabes Unidos.Luego de 106 días en el cargo, la federación emiratí anunció la rescisión de su contrato.

### Panathinaikos
El 17 de junio de 2021, fue oficializado como entrenador del Panathinaikos.En su primera temporada, ganó la Copa de Grecia después de vencer al PAOK por 1-0.En diciembre de 2023, Jovanović fue relevado de sus funciones tras sufrir cinco derrotas consecutivas entre todas las competiciones.

### Grecia
El 1 de agosto de 2024, fue anunciado como técnico de la selección de Grecia.

## Clubes

### Como futbolista
| Club         | País       | Año       |
| ------------ | ---------- | --------- |
| Loznica      | Yugoslavia | 1980-1984 |
| Rad Belgrado | Yugoslavia | 1984-1989 |
| Iraklis      | Grecia     | 1989-1999 |

### Como entrenador
| Club                | País                   | Año           |
| ------------------- | ---------------------- | ------------- |
| Niki Volou          | Grecia                 | 2001-2002     |
| Iraklis Tesalónica  | Grecia                 | 2002          |
| APOEL               | Chipre                 | 2002-2005     |
| Panachaiki          | Grecia                 | 2005-2006     |
| Iraklis Tesalónica  | Grecia                 | 2007-2008     |
| APOEL               | Chipre                 | 2008-2013     |
| Al-Nasr             | Emiratos Árabes Unidos | 2013-2016     |
| Al-Nasr             | Emiratos Árabes Unidos | 2018          |
| Selección de EAU    | Emiratos Árabes Unidos | 2019-2020     |
| Panathinaikos       | Grecia                 | 2021-2023     |
| Selección de Grecia | Grecia                 | 2024-presente |

## Estadísticas como entrenador

### Clubes
| Equipo                           | Div.         | Temporada    | Liga  | Liga | Liga | Liga | Liga |       | Copa | Copa | Copa | Copa  |    | Internacional | Internacional | Internacional | Internacional | Internacional |   | Otros | Otros | Otros | Otros |     | Totales     | Totales | Totales | Totales | Totales | Totales | Totales | Totales |
| Equipo                           | Div.         | Temporada    | Part. | G    | E    | P    | Pos. | Part. | G    | E    | P    | Part. | G  | E             | P             | Pos.          | Part.         | G             | E | P     | Part. | G     | E     | P   | Rendimiento | GF      | GC      | Dif.    |         |         |         |         |
| -------------------------------- | ------------ | ------------ | ----- | ---- | ---- | ---- | ---- | ----- | ---- | ---- | ---- | ----- | -- | ------------- | ------------- | ------------- | ------------- | ------------- | - | ----- | ----- | ----- | ----- | --- | ----------- | ------- | ------- | ------- | ------- | ------- | ------- | ------- |
| Iraklis Tesalónica · Grecia      | 1.ª          | 2002-03      | 12    | 5    | 3    | 4    | Inc. | 4     | 2    | 1    | 1    | 2     | 1  | 0             | 1             | 1ªR           | -             | -             | - | -     | 18    | 8     | 4     | 6   | 51.85%      | 23      | 20      | +3      |         |         |         |         |
| APOEL Chipre                     | 1.ª          | 2003-04      | 16    | 13   | 2    | 1    | 1.º  | 10    | 5    | 2    | 3    | -     | -  | -             | -             | -             | -             | -             | - | -     | 26    | 18    | 4     | 4   | 74.36%      | 44      | 20      | +24     |         |         |         |         |
| APOEL Chipre                     | 1.ª          | 2004-05      | 20    | 14   | 5    | 1    | Inc. | 5     | 4    | 0    | 1    | 2     | 0  | 1             | 1             | 2ªR           | -             | -             | - | -     | 27    | 18    | 6     | 3   | 74.08%      | 61      | 20      | +41     |         |         |         |         |
| Panachaiki · Grecia              | 2.ª          | 2005-06      | 21    | 5    | 6    | 10   | Inc. | 2     | 0    | 1    | 1    | -     | -  | -             | -             | -             | -             | -             | - | -     | 23    | 5     | 7     | 11  | 31.88%      | 15      | 21      | -6      |         |         |         |         |
| Panachaiki · Grecia              | Total        | Total        | 21    | 5    | 6    | 10   | -    | 2     | 0    | 1    | 1    | -     | -  | -             | -             | -             | -             | -             | - | -     | 23    | 5     | 7     | 11  | 31.88%      | 15      | 21      | -6      |         |         |         |         |
| Iraklis Tesalónica · Grecia      | 1.ª          | 2006-07      | 10    | 4    | 1    | 5    | 13.º | -     | -    | -    | -    | -     | -  | -             | -             | -             | -             | -             | - | -     | 10    | 4     | 1     | 5   | 43.33%      | 5       | 9       | -4      |         |         |         |         |
| Iraklis Tesalónica · Grecia      | 1.ª          | 2007-08      | 12    | 3    | 5    | 4    | Inc. | 1     | 1    | 0    | 0    | -     | -  | -             | -             | -             | -             | -             | - | -     | 13    | 4     | 5     | 4   | 43.59%      | 11      | 12      | -1      |         |         |         |         |
| Iraklis Tesalónica · Grecia      | Total        | Total        | 34    | 12   | 9    | 13   | -    | 5     | 3    | 1    | 1    | 2     | 1  | 0             | 1             | -             | -             | -             | - | -     | 41    | 16    | 10    | 15  | 47.15%      | 39      | 41      | -2      |         |         |         |         |
| APOEL Chipre                     | 1.ª          | 2007-08      | 17    | 10   | 3    | 4    | 2.º  | -     | -    | -    | -    | -     | -  | -             | -             | -             | -             | -             | - | -     | 17    | 10    | 3     | 4   | 64.7%       | 31      | 14      | +17     |         |         |         |         |
| APOEL Chipre                     | 1.ª          | 2008-09      | 32    | 26   | 4    | 2    | 1.º  | 6     | 3    | 2    | 1    | 6     | 1  | 4             | 1             | 1ªR           | 1             | 1             | 0 | 0     | 45    | 31    | 10    | 4   | 76.3%       | 72      | 24      | +48     |         |         |         |         |
| APOEL Chipre                     | 1.ª          | 2009-10      | 32    | 19   | 8    | 5    | 2.º  | 7     | 4    | 1    | 2    | 12    | 4  | 3             | 5             | FG            | 1             | 1             | 0 | 0     | 52    | 28    | 12    | 12  | 61.54%      | 82      | 39      | +43     |         |         |         |         |
| APOEL Chipre                     | 1.ª          | 2010-11      | 32    | 24   | 2    | 6    | 1.º  | 2     | 0    | 1    | 1    | 6     | 4  | 1             | 1             | 4ªR           | -             | -             | - | -     | 40    | 28    | 4     | 8   | 73.33%      | 75      | 29      | +46     |         |         |         |         |
| APOEL Chipre                     | 1.ª          | 2011-12      | 32    | 20   | 6    | 6    | 2.º  | 3     | 1    | 1    | 1    | 16    | 7  | 4             | 5             | 1/4           | 1             | 1             | 0 | 0     | 52    | 29    | 11    | 12  | 62.82%      | 76      | 38      | +38     |         |         |         |         |
| APOEL Chipre                     | 1.ª          | 2012-13      | 32    | 23   | 4    | 5    | 1.º  | 3     | 2    | 0    | 1    | 6     | 4  | 1             | 1             | 4ªR           | -             | -             | - | -     | 41    | 29    | 5     | 7   | 74.8%       | 81      | 28      | +53     |         |         |         |         |
| APOEL Chipre                     | Total        | Total        | 213   | 149  | 34   | 30   | -    | 36    | 19   | 7    | 10   | 48    | 20 | 14            | 14            | -             | 3             | 3             | 0 | 0     | 300   | 191   | 55    | 54  | 69.78%      | 522     | 212     | +310    |         |         |         |         |
| Al-Nasr · Emiratos Árabes Unidos | 1.ª          | 2013-14      | 26    | 13   | 5    | 8    | 5.º  | 9     | 5    | 0    | 4    | 8     | 4  | 4             | 0             | 1.º           | -             | -             | - | -     | 43    | 22    | 9     | 12  | 58.14%      | 74      | 54      | +20     |         |         |         |         |
| Al-Nasr · Emiratos Árabes Unidos | 1.ª          | 2014-15      | 26    | 10   | 9    | 7    | 5.º  | 12    | 8    | 4    | 0    | 7     | 3  | 2             | 2             | 1/2           | -             | -             | - | -     | 45    | 21    | 15    | 9   | 57.78%      | 71      | 48      | +23     |         |         |         |         |
| Al-Nasr · Emiratos Árabes Unidos | 1.ª          | 2015-16      | 26    | 11   | 8    | 7    | 4.º  | 7     | 3    | 1    | 3    | 10    | 3  | 3             | 4             | 1/4           | 1             | 0             | 0 | 1     | 44    | 17    | 12    | 15  | 47.73%      | 68      | 62      | +6      |         |         |         |         |
| Al-Nasr · Emiratos Árabes Unidos | 1.ª          | 2016-17      | 5     | 1    | 0    | 4    | Inc. | 4     | 3    | 0    | 1    | -     | -  | -             | -             | -             | -             | -             | - | -     | 9     | 4     | 0     | 5   | 44.44%      | 14      | 17      | -3      |         |         |         |         |
| Al-Nasr · Emiratos Árabes Unidos | 1.ª          | 2017-18      | 10    | 5    | 2    | 3    | 4.º  | 1     | 0    | 0    | 1    | -     | -  | -             | -             | -             | -             | -             | - | -     | 11    | 5     | 2     | 4   | 51.51%      | 11      | 10      | +1      |         |         |         |         |
| Al-Nasr · Emiratos Árabes Unidos | 1.ª          | 2018-19      | 13    | 4    | 3    | 6    | Inc. | 6     | 6    | 0    | 0    | -     | -  | -             | -             | -             | -             | -             | - | -     | 19    | 10    | 3     | 6   | 57.89%      | 31      | 26      | +5      |         |         |         |         |
| Al-Nasr · Emiratos Árabes Unidos | Total        | Total        | 106   | 44   | 27   | 35   | -    | 39    | 25   | 5    | 9    | 25    | 10 | 9             | 6             | -             | 1             | 0             | 0 | 1     | 171   | 79    | 41    | 51  | 54.19%      | 269     | 217     | +52     |         |         |         |         |
| Panathinaikos · Grecia           | 1.ª          | 2021-22      | 36    | 18   | 7    | 11   | 4.º  | 8     | 7    | 1    | 0    | -     | -  | -             | -             | -             | -             | -             | - | -     | 44    | 25    | 8     | 11  | 62.88%      | 64      | 27      | +37     |         |         |         |         |
| Panathinaikos · Grecia           | 1.ª          | 2022-23      | 36    | 23   | 9    | 4    | 2.º  | 4     | 2    | 1    | 1    | 2     | 0  | 1             | 1             | 3ªF           | -             | -             | - | -     | 42    | 25    | 11    | 6   | 68.25%      | 54      | 22      | +32     |         |         |         |         |
| Panathinaikos · Grecia           | 1.ª          | 2023-24      | 15    | 11   | 1    | 3    | Inc. | -     | -    | -    | -    | 12    | 3  | 2             | 7             | FG            | -             | -             | - | -     | 27    | 14    | 3     | 10  | 55.55%      | 53      | 29      | +24     |         |         |         |         |
| Panathinaikos · Grecia           | Total        | Total        | 87    | 52   | 17   | 18   | -    | 12    | 9    | 2    | 1    | 14    | 3  | 3             | 8             | -             | -             | -             | - | -     | 113   | 64    | 22    | 27  | 63.13%      | 171     | 78      | +93     |         |         |         |         |
| Total clubes                     | Total clubes | Total clubes | 461   | 262  | 93   | 106  | -    | 94    | 56   | 16   | 22   | 89    | 34 | 26            | 29            | -             | 4             | 3             | 0 | 1     | 648   | 355   | 135   | 158 | 61.72%      | 1016    | 569     | +447    |         |         |         |         |
| 1. 2. 3.                         |              |              |       |      |      |      |      |       |      |      |      |       |    |               |               |               |               |               |   |       |       |       |       |     |             |         |         |         |         |         |         |         |

### Selección
| Selección           | Período             | Liga de Naciones | Liga de Naciones | Liga de Naciones | Liga de Naciones | Liga de Naciones |       | Clasificatorias Mundial y Eurocopa | Clasificatorias Mundial y Eurocopa | Clasificatorias Mundial y Eurocopa | Clasificatorias Mundial y Eurocopa |    | Mundial Eurocopa | Mundial Eurocopa | Mundial Eurocopa | Mundial Eurocopa | Mundial Eurocopa |   | Amistosos | Amistosos | Amistosos | Amistosos |     | Totales     | Totales | Totales | Totales | Totales | Totales | Totales | Totales |
| Selección           | Período             | Part.            | G                | E                | P                | Pos.             | Part. | G                                  | E                                  | P                                  | Part.                              | G  | E                | P                | Pos.             | Part.            | G                | E | P         | Part.     | G         | E         | P   | Rendimiento | GF      | GC      | Dif.    |         |         |         |         |
| ------------------- | ------------------- | ---------------- | ---------------- | ---------------- | ---------------- | ---------------- | ----- | ---------------------------------- | ---------------------------------- | ---------------------------------- | ---------------------------------- | -- | ---------------- | ---------------- | ---------------- | ---------------- | ---------------- | - | --------- | --------- | --------- | --------- | --- | ----------- | ------- | ------- | ------- | ------- | ------- | ------- | ------- |
| Grecia              | 2024-25             | 8                | 6                | 0                | 2                | A                | 0     | 0                                  | 0                                  | 0                                  | -                                  | -  | -                | -                | -                | 2                | 2                | 0 | 0         | 10        | 8         | 0         | 2   | 80%         | 22      | 6       | +16     |         |         |         |         |
| Grecia              | 2025-26             | -                | -                | -                | -                | -                | 0     | 0                                  | 0                                  | 0                                  | -                                  | -  | -                | -                | -                | 0                | 0                | 0 | 0         | 0         | 0         | 0         | 0   | 0%          | 0       | 0       | +0      |         |         |         |         |
| Total selección     | Total selección     | 8                | 6                | 0                | 2                | -                | 0     | 0                                  | 0                                  | 0                                  | 0                                  | 0  | 0                | 0                | -                | 2                | 2                | 0 | 0         | 10        | 8         | 0         | 2   | 80%         | 22      | 6       | +16     |         |         |         |         |
| Total en su carrera | Total en su carrera | 469              | 268              | 93               | 108              | -                | 94    | 56                                 | 16                                 | 22                                 | 89                                 | 34 | 26               | 29               | -                | 6                | 5                | 0 | 1         | 658       | 363       | 135       | 160 | 62.01%      | 1038    | 575     | +463    |         |         |         |         |
| 1.                  |                     |                  |                  |                  |                  |                  |       |                                    |                                    |                                    |                                    |    |                  |                  |                  |                  |                  |   |           |           |           |           |     |             |         |         |         |         |         |         |         |

#### Resumen por competiciones
| Competición                        | Partidos | Ganados | Empatados | Perdidos | %      |
| Clubes                             | Clubes   | Clubes  | Clubes    | Clubes   | Clubes |
| ---------------------------------- | -------- | ------- | --------- | -------- | ------ |
| Beta Ethniki                       | 21       | 5       | 6         | 10       | 33.33% |
| Superliga de Grecia                | 121      | 64      | 26        | 31       | 60.05% |
| Copa de Grecia                     | 19       | 12      | 4         | 3        | 70.18% |
| Primera División de Chipre         | 213      | 149     | 34        | 30       | 75.27% |
| Copa de Chipre                     | 36       | 19      | 7         | 10       | 59.26% |
| Supercopa de Chipre                | 3        | 3       | 0         | 0        | 100%   |
| UAE Pro League                     | 106      | 44      | 27        | 35       | 50%    |
| Copa Presidente EAU                | 9        | 5       | 2         | 2        | 62.97% |
| Copa de Liga EAU                   | 30       | 20      | 3         | 7        | 70%    |
| Supercopa de los EAU               | 1        | 0       | 0         | 1        | 0%     |
| Liga de Campeones de la UEFA       | 36       | 13      | 9         | 14       | 44.44% |
| Liga Europa de la UEFA             | 26       | 11      | 7         | 8        | 51.28% |
| Liga Europa Conferencia de la UEFA | 2        | 0       | 1         | 1        | 16.67% |
| Liga de Campeones de la AFC        | 10       | 3       | 3         | 4        | 40%    |
| Copa de Campeones del Golfo        | 15       | 7       | 6         | 2        | 60%    |
| Total clubes                       | 648      | 355     | 135       | 158      | 61.72% |
| Selección                          |          |         |           |          |        |
| Liga de Naciones                   | 8        | 6       | 0         | 2        | 75%    |
| Clasificatorias Mundial            | 0        | 0       | 0         | 0        | 0%     |
| Amistosos                          | 2        | 2       | 0         | 0        | 100%   |
| Total selección                    | 10       | 8       | 0         | 2        | 80%    |
| Total en su carrera                | 658      | 363     | 135       | 160      | 62.01% |

## Palmarés como entrenador

### Campeonatos nacionales
| Título                                     | Equipo        | País                   | Año  |
| ------------------------------------------ | ------------- | ---------------------- | ---- |
| Primera División de Chipre                 | APOEL         | Chipre                 | 2004 |
| Supercopa de Chipre                        | APOEL         | Chipre                 | 2004 |
| Copa de Chipre                             | APOEL         | Chipre                 | 2008 |
| Supercopa de Chipre                        | APOEL         | Chipre                 | 2008 |
| Primera División de Chipre                 | APOEL         | Chipre                 | 2009 |
| Supercopa de Chipre                        | APOEL         | Chipre                 | 2009 |
| Primera División de Chipre                 | APOEL         | Chipre                 | 2011 |
| Supercopa de Chipre                        | APOEL         | Chipre                 | 2011 |
| Primera División de Chipre                 | APOEL         | Chipre                 | 2013 |
| Copa de Liga de los Emiratos Árabes Unidos | Al-Nasr       | Emiratos Árabes Unidos | 2015 |
| Copa Presidente de Emiratos Árabes Unidos  | Al-Nasr       | Emiratos Árabes Unidos | 2015 |
| Copa de Grecia                             | Panathinaikos | Grecia                 | 2022 |

### Campeonatos internacionales
| Título                             | Equipo  | País                   | Año  |
| ---------------------------------- | ------- | ---------------------- | ---- |
| Copa de Clubes Campeones del Golfo | Al-Nasr | Emiratos Árabes Unidos | 2014 |

### Distinciones individuales
| Distinción                           | Año                          |
| ------------------------------------ | ---------------------------- |
| Entrenador de la Temporada en Chipre | 2004, 2009, 2010, 2011, 2012 |
| Entrenador del año en Serbia         | 2011                         |